# Eenwieler

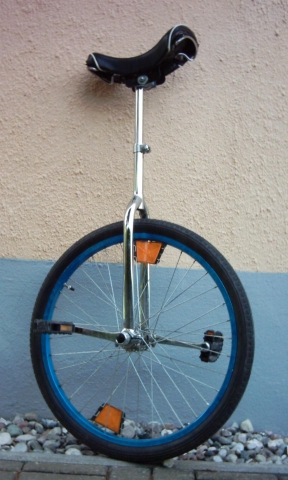
Eenwieler

Een eenwieler wordt vaak beschreven als een fiets met één wiel. Een eenwieler heeft geen versnellingen of freewheel, waardoor de berijder moet blijven trappen om te rijden. Veelal ontbreekt een fietsketting en zijn de cranks vastgezet op de as van het wiel.

## Geschiedenis

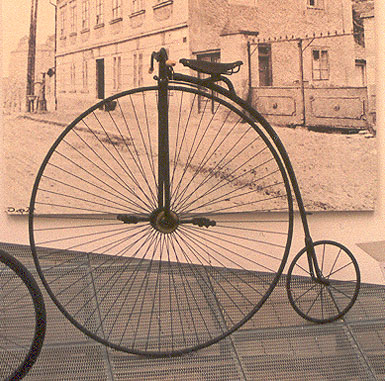
Een hoge bi

De geschiedenis van de eenwieler begon met de uitvinding van de fiets. De Duitser Karl Drais (1785-1851) maakte het ontwerp van de loopfiets: een houten balk met twee wielen en een stuurmechanisme; de voortbeweging gebeurde, door je met de voet af te zetten. Hij introduceerde zijn Draisine of Hobbypaard in 1818 in Parijs. De verbetering van het ontwerp door cranks (krukken) en pedalen aan het voorwiel toe te voegen, noemde men een Velocipede. Het eerste vervoermiddel in massaproductie was de Michaux Velocipede in 1865. Rond 1870 ontwierp James Starley een unieke fiets die de hoge bi wordt genoemd en die is opgebouwd uit een zeer groot voorwiel en een klein achterwiel. Het is deze fiets die de inspiratie vormde voor de ontwikkeling van de eenwieler.
Een van de theorieën over de opkomst van de eenwieler luidt dat de populariteit van de hoge bi aan het eind van de negentiende eeuw aan de eenwieler ten grondslag ligt. Doordat de pedalen rechtstreeks via cranks met de as van het voorwiel verbonden waren, kon het achterwiel nog weleens de lucht in gaan wanneer de rijder probeerde te remmen. Dit inspireerde sommigen ertoe uit te proberen hoelang ze met het achterwiel omhoog konden rijden en zo werd ontdekt dat het werkelijk mogelijk is om met een hoge bi op één wiel te rijden. De eenwieler was geboren. Het bewijs voor deze theorie kan gevonden worden in afbeeldingen van eind negentiende eeuw van eenwielers met grote wielen.
Omdat eenwielers meer vaardigheid vereisen dan gewone fietsen, werden ze vooral bereden door entertainers. Enthousiaste eenwielrijders zetten fabrikanten er in de loop der jaren toe aan om nieuwe ontwerpen te bedenken, zoals zadelloze eenwielers en hoge eenwielers (de giraffe).

### Extreme eenwieler disciplines
De 'extreme' eenwielerdisciplines (muni, trial, street en flatland) worden omschreven als de urban disciplines.
Begin de jaren 2000 zijn er urban eenwieler disciplines beginnen ontwikkelen. Kris Holm is hierbij een van de grote pioniers geweest. Hij is de pionier in trial en mountainbike eenwieleren (muni). Door zijn vele tv optredens, video's, interviews en later met behulp van YouTube heeft hij de wereld getoond wat er zoal mogelijk is met een eenwieler, wat het tijdperk van meer 'extreem' eenwieleren inluidde.
Op het zelfde moment als Kris Holm was er Dan Heaton, die als de pionier van street eenwieleren wordt gezien. Hij maakte enkele relatief bekende eenwieler video's met de focus op de urban disciplines, waardoor de eenwielergemeenschap meer geïnteresseerd is geraakt in deze disciplines.
Pas vanaf 2005–2007 zijn de urban disciplines populair geworden. Het zijn dus nog relatief nieuwe disciplines met nog veel groeimogelijkheden.

## Extreme vormen van eenwieleren
Naast de klassieke eenwielerdisciplines bestaan de vormen bergeenwieleren, trials, street en flatland. Deze disciplines behoren tot de extreme sporten vanwege het avontuurlijke en gevaarlijker karakter. Vooral deze vier vormen van eenwieleren wordt een eenwieler gebruikt die veel grotere krachten kan weerstaan. Trial, street en flatland worden ook wel de urban disciplines genoemd, deze vormen dan ook een subcategorie in de eenwielerwereld, met hun eigen stijl en (doel)publiek.

### Bergeenwieleren
Berg-eenwieleren combineert mountainbiken met trial. De uitdaging is hier om over een grotere afstand over moeilijk terrein te rijden. Vaak wordt de term municycling (of kortweg muni) gebruikt, naar het Engelse mountain unicycling.
Een berg-eenwieler heeft een groter wiel dan de meeste standaard- en freestyle-eenwielers, namelijk 24, 26, 29 of zelfs 36 inch. De eenwieler heeft een dikke terreinband en vaak een spline-as en -cranks; de kroon van het frame is plat en het frame is gemaakt van sterk Chromoly (CrMo) CrMo of aluminium, de zadelpen is vaak 25,4 mm of 27,2 mm, dikker dan de 22,0 mm van de standaardeenwieler en daardoor ook sterker. Een bergeenwieler wordt vaak een muni genoemd.

### Trial
Bij trials gaat de rijder over obstakels van eender welke soort. Dit kan op een terrein zijn of in een stadsomgeving. De uitdaging is om van punt A tot punt B te geraken zonder te vallen.
Trialeenwielers hebben wielen van 19 inch en hebben een dikke terreinband, een dubbelwandige velg, het frame is meestal gemaakt van sterk Chromoly of aluminium. Net als bij de berg-eenwieler heeft deze eenwieler een dikkere zadelpen en een zadel met een springbeugel.

### Street
Street combineert trials met freestyletechnieken en deze discipline wordt meestal in een stedelijke omgeving beoefend. Hierbij spelen zowel de technische moeilijkheidsgraad als creativiteit een grote rol.
Evenals de fietsen die worden gebruikt in de trialdiscipline hebben streeteenwielers een wielmaat van 19 inch. Meestal worden er iets kortere cranks gebruikt dan op een trialeenwieler (127–135 mm) en een aluminium frame. Hierdoor kunnen sommige trucs gemakkelijker worden uitgevoerd.

### Flatland
In deze discipline worden alle acrobatische toeren op vlak terrein uitgevoerd. Over het algemeen gebeurt dit met een stevige eenwieler (zoals bij de disciplines trial en street) en gaat het voornamelijk om roll-, spin- en flip tricks.

### Merken
Op heden zijn er vijf belangrijke merken die eenwielers aanbieden voor de urban disciplines: Impact unicycles, Kris Holm, Mad4One, Qu-ax en nimbus. De eerste drie produceren de high-end eenwielers.

## Soorten eenwieler
Eenwielers zijn vooral bekend van parades en de kunstjes die ermee gedaan worden in het circus. Eind jaren tachtig van de 20e eeuw begonnen echter ook sportlieden en anderen zich voor eenwielers te interesseren en zo deed dit type fiets ook zijn intrede in de sport en vrijetijdsbesteding.

### Alleen een wiel
In het circus wordt meestal gefietst op slechts een enkel wiel, dat wil zeggen zonder zadel of zadelpen — het toppunt van acrobatiek. De artiest staat op de trappers en houdt het wiel, terwijl hij fietst, min of meer ook in evenwicht met zijn onderbenen. Deze worden meestal beschermd met leren beenstukken. De fiets heeft geen bewegende onderdelen, behalve in de trappers.

### Standaardeenwieler
Beginners leren het eenwieleren meestal op een standaardeenwieler. Deze heeft doorgaans een band van 20 of 24 inch en is te koop in de meeste grote fietswinkels. De eenwieler heeft meestal een standaardas van 92 mm, stalen cranks van 127 mm, plastic pedalen, een aluminium of stalen velg met enkele wand, een frame met een ronde kroon, een snelsluiting en een hard, 'klassiek' zadel.

### Freestyle-eenwieler
De freestyle-eenwieler is een verbeterde uitvoering van de standaardeenwieler met een wiel van 20 inch. Een freestyle-eenwieler heeft een sterkere as, 92 mm of 100 mm, afhankelijk van de voorkeur van de berijder. De cranks zijn 80 mm tot 114 mm en zijn vervaardigd van staal of aluminium. De pedalen zijn van kunststof. Freestyle-velgen zijn dubbelwandig. Het frame heeft een platte kroon. Verder beschikt deze eenwieler over een zadelpenklem met dubbele bout en een plat zadel met springbeugel.

### Race-eenwieler
Een race-eenwieler is een lichte eenwieler met een wiel van 24 inch, waarbij de maat van de band niet meer dan 25-559 mag zijn. De cranks mogen niet korter zijn dan 125 mm. Er zit geen limiet aan het gewicht van de eenwieler.

### Afstandseenwieler
Een eenwieler voor het afstandsrijden heeft meestal een band van 36 inch. Dit is momenteel de grootste luchtband voor fietsen die gemaakt wordt. Op de afstandseenwieler worden ook races gereden, bijvoorbeeld de 10 km of de marathon (43 km). In 2008 werd in Canada een race gehouden over een afstand van 800 km, genaamd Ride the Lobster. Ook werd in 2010 het eerste NK eenwielrennen gehouden, met afstanden van 5 km en 10 km.

### Ongewone vormen van eenwielers

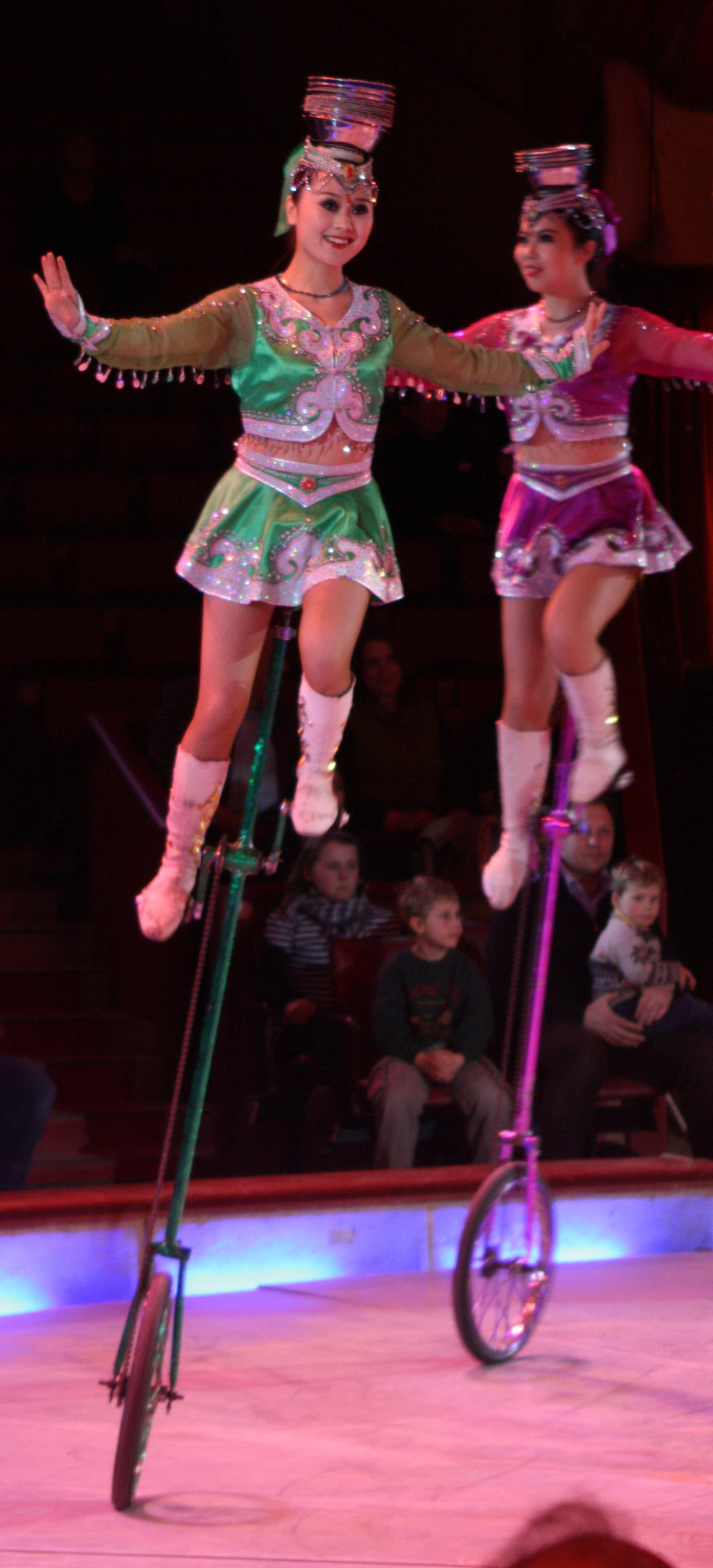
Hoge eenwieler met trapas boven het wiel en een fietsketting

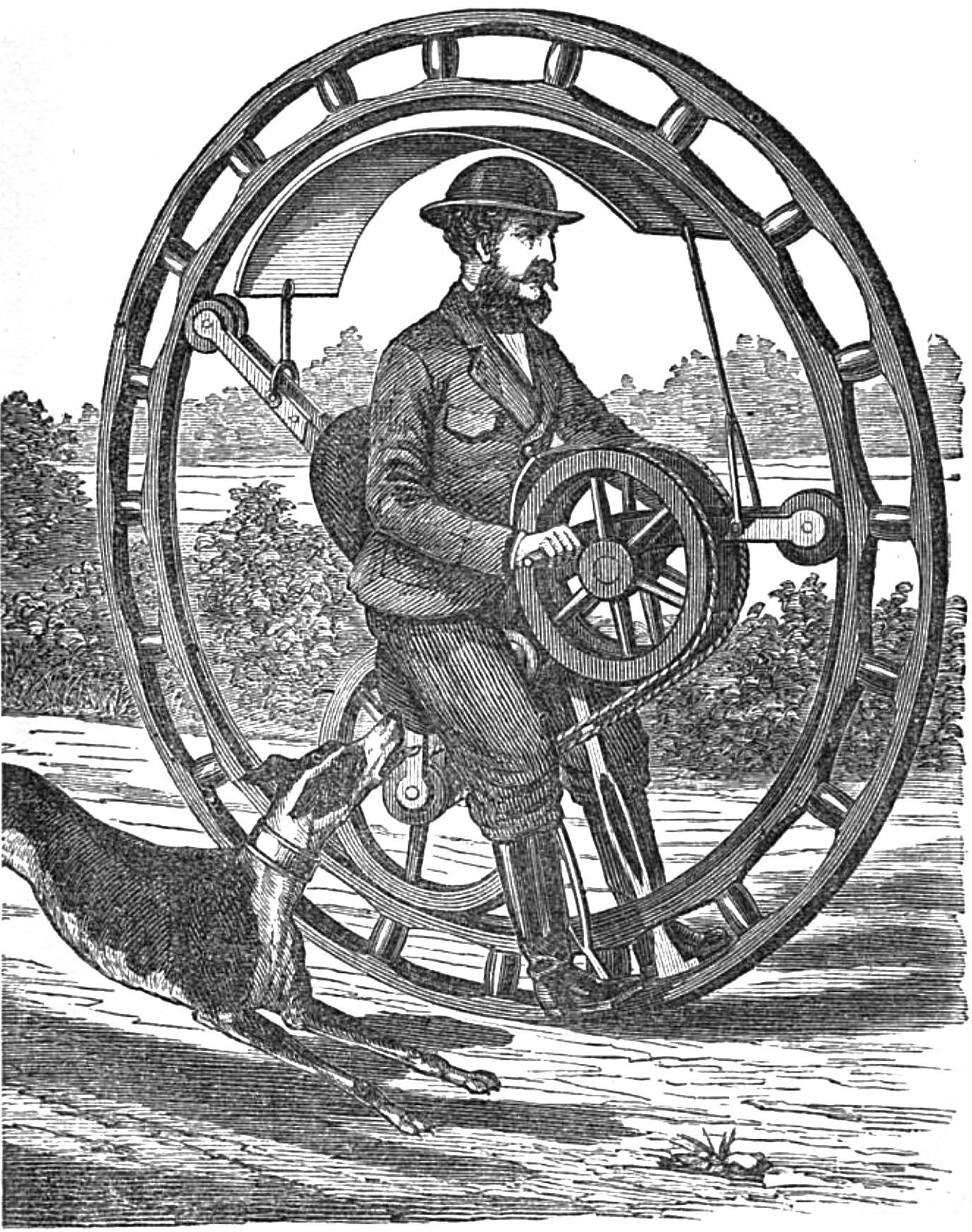
In het centrum van het wiel

Elektrische eenwieler (solowiel)Deze eenwieler heeft geen trappers, maar wordt met het lichaam in evenwicht gehouden en in beweging gebracht.
Kangoeroe-eenwielerBij deze eenwieler wijzen de cranks naar dezelfde kant.
Excentrische eenwielerDit is een eenwieler waarbij de as niet in het midden van het wiel staat.
Giraffe-eenwielerDit is een hoge eenwieler; de meest voorkomende maat is 5 feet, wat erop neerkomt dat het zadel op minimaal 1,50 meter hoogte zit. Hoe langer de berijder, hoe hoger het zadel staat. Hierdoor is deze eenwieler al snel rond de 1,70 meter. De trappers zijn door middel van een ketting verbonden met de lager gelegen wielas.
Multi-eenwielerMulti-eenwielers hebben meerdere wielen op elkaar gestapeld, waarbij het bovenste wiel pedalen heeft. De draaibeweging wordt van wiel tot wiel, van boven naar beneden doorgegeven doordat hun banden elkaar raken. Bij een multi-eenwieler met een even aantal wielen moet de berijder achteruit trappen om vooruit te fietsen.
Midden-eenwielerEen zeer groot wiel, waar de rijder echt in het centrum van het wiel zit.

### Zonder zadel
BC wheel
Deze eenwieler heeft geen zadelstang en zadel om op te zitten. Hij bestaat enkel uit het voorwiel van een BMX-fiets waaraan twee platen zijn vastgemaakt aan het verlengde van de as om op te staan. Deze platen staan 'vrij' ten opzichte van de as, waardoor het niet mogelijk is om zelf het wiel aan te drijven tijdens het rijden. Om een BC wheel te berijden moet de berijder ofwel het wiel snelheid geven terwijl hij erop springt, ofwel van een helling afrijden.
Impossible wheel
Een 'impossible wheel' is bijna zoals een BC wheel, met als verschil dat in plaats van platforms (die het zwaartepunt onder de as brengen) er nu 'pegs' zijn zoals bij een BMX, die het zwaartepunt dus net boven het hart van de as brengen. Zoals de naam al indiceert is dit vrijwel onmogelijk te rijden. Het kan echter door je voet hol te maken, doch bij een geringe onbeheerste beweging zal de rijder van de as afrollen.
Ultimate wheel
Evenmin als een BC wheel heeft deze eenwieler een zadel. In plaats van twee platen aan de as zijn er twee pedalen aan het wiel vastgeschroefd. Hierdoor is het wel mogelijk om zelf te rijden.

## Versnellingen
Bij de meeste eenwielers ontbreekt een versnellingsmechanisme. Versnellingen kunnen worden geïntegreerd in alle typen eenwielers, maar meestal wordt dit niet gedaan, omdat het niet noodzakelijk is en omwille van de kostprijs. Het gebruik van versnellingen is het populairst bij berg- en afstandseenwielers.
Er zijn twee manieren om versnellingen in een eenwieler te integreren. De meest gebruikte techniek is een schakelsysteem in de as. Een goed voorbeeld van zo'n eenwieler is de Schlumpf. Een andere techniek is een ingewikkeld systeem met kettingen.

## Bescherming
Voornamelijk bij extreme vormen van eenwieleren wordt er beschermende kleding gedragen. Deze bestaat gewoonlijk uit een helm en scheenbeschermers, soms aangevuld met handschoen, enkel-, knie- en elleboogbeschermers.

## Wedstrijden
Sinds 2010 worden jaarlijks de Nederlandse kampioenschappen eenwieleren georganiseerd en in België (Zele) sinds 2011.
Om de twee jaar vindt het wereldkampioenschap, genaamd Unicon, plaats.
- 2008:  Kopenhagen, Denemarken
- 2010:  Wellington, Nieuw-Zeeland
- 2012:  Brixen, Italië
- 2014:  Montreal, Canada
- 2016:  Donostia, Baskenland, Spanje
- 2018:  Ansan, Zuid-Korea
- 2022:  Grenoble, Frankrijk
- 2024:  Bemidji, Minnesota, Verenigde Staten

Voor de urban-disciplines is er een Europees kampioenschap genaamd EUC.
Jaarlijks wordt in Oostenrijk de Salzkammergut Trophy muni-wedstrijd verreden. Dit is tevens het Oostenrijks kampioenschap. In 2023 was de wedstrijd 22 km lang met 567 hoogtemeters. Tot en met 2019 werd ook een downhill voor eenwielers verreden.

### wereldkampioenen 2016

#### afstandrijden
- 10km - standard : Noah Leber
- 10km - unlimited: Martin Charrier
- Marathon Standard: Rolf Leonhardt
- Marathon unlimited: Martin Charrier

#### track
- 100m : Niklas Wojtek
- 400m: Noah Leber
- 800m: Noah Leber
- salom: Niklas Wojtek
- stillstand: Mark Fabian
- downhill gliding: Felix Dietze

#### Freestyle
- man: Ryan Olfers
- vrouw : Katrine Jensen

#### Urban
- Flatland: Lorenz Pöham
- Street: Tim Desmet
- Trial: Mark Fabian
- Hoogspringen: Mike Taylor